# Zielony listek

Zielony listek

Zielony listek – znak przedstawiający zielony liść klonu na białym tle z zieloną obwódką, używany w formie nalepek na szybę samochodu lub innego pojazdu. Oznacza, że kierowcą jest osoba początkująca, niedoświadczona.
Symbol ten wprowadziła międzynarodowa Organizacja Prewencji Drogowej, używany był w krajach Europy Zachodniej, w Polsce stosowany od 1974 lub 1975 roku.
Wprowadzenie tego oznaczenia jako obowiązkowego w okresie do 1 roku od zdania egzaminu na prawo jazdy przewidywał projekt ustawy o kierujących pojazdami z października 2008 roku (rozdz. 14, art. 89). W trakcie prac nad projektem wymóg ten został wycofany, ale w dalszym ciągu jest rozważany.
Analogicznym znakiem, używanym w Japonii, jest Shoshinsha.